# Salses-le-Château
Salses-le-Château (auf Katalanisch Salses) ist eine französische Gemeinde mit 3.888 Einwohnern (Stand 1. Januar 2022) im Département Pyrénées-Orientales in der Region Okzitanien, die vor allem durch das Fort von Salses aus der frühen Neuzeit bekannt ist.
Jahrhundertelang war das Roussillon eine zwischen Frankreich und Spanien umkämpfte Grenzregion, weshalb ein großer Bedarf an Festungsbauten bestand. Die Besonderheit des Forts in Salses-le-Château liegt darin, dass es den Übergang von der mittelalterlichen Burg zur neuzeitlichen Festung markiert.
Beim Ort liegt der nördlichste Dolmen des Départements.

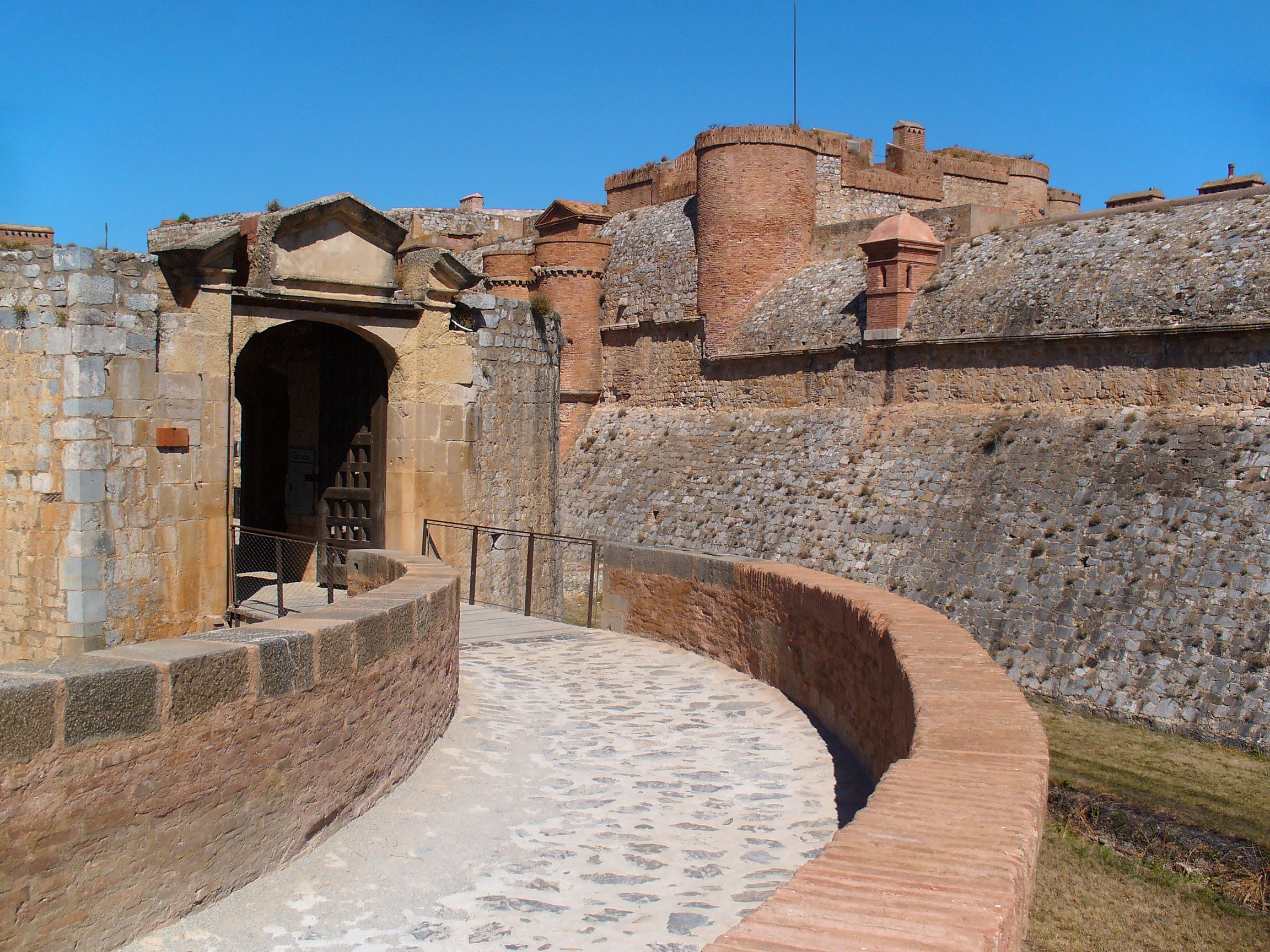
Festung Salses-le-Château
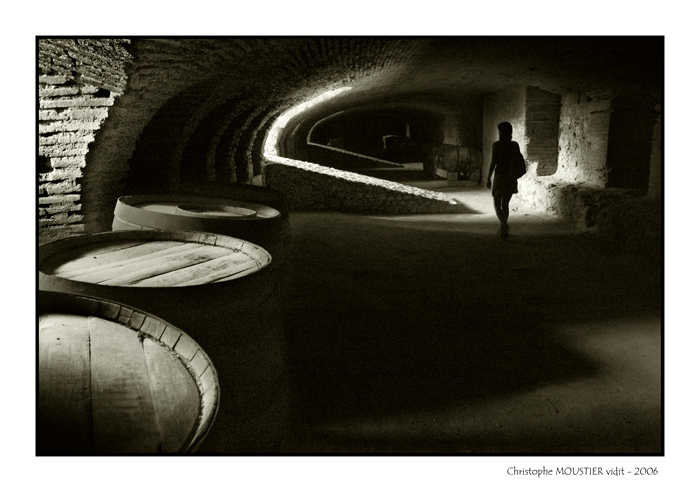
Keller in der Festung
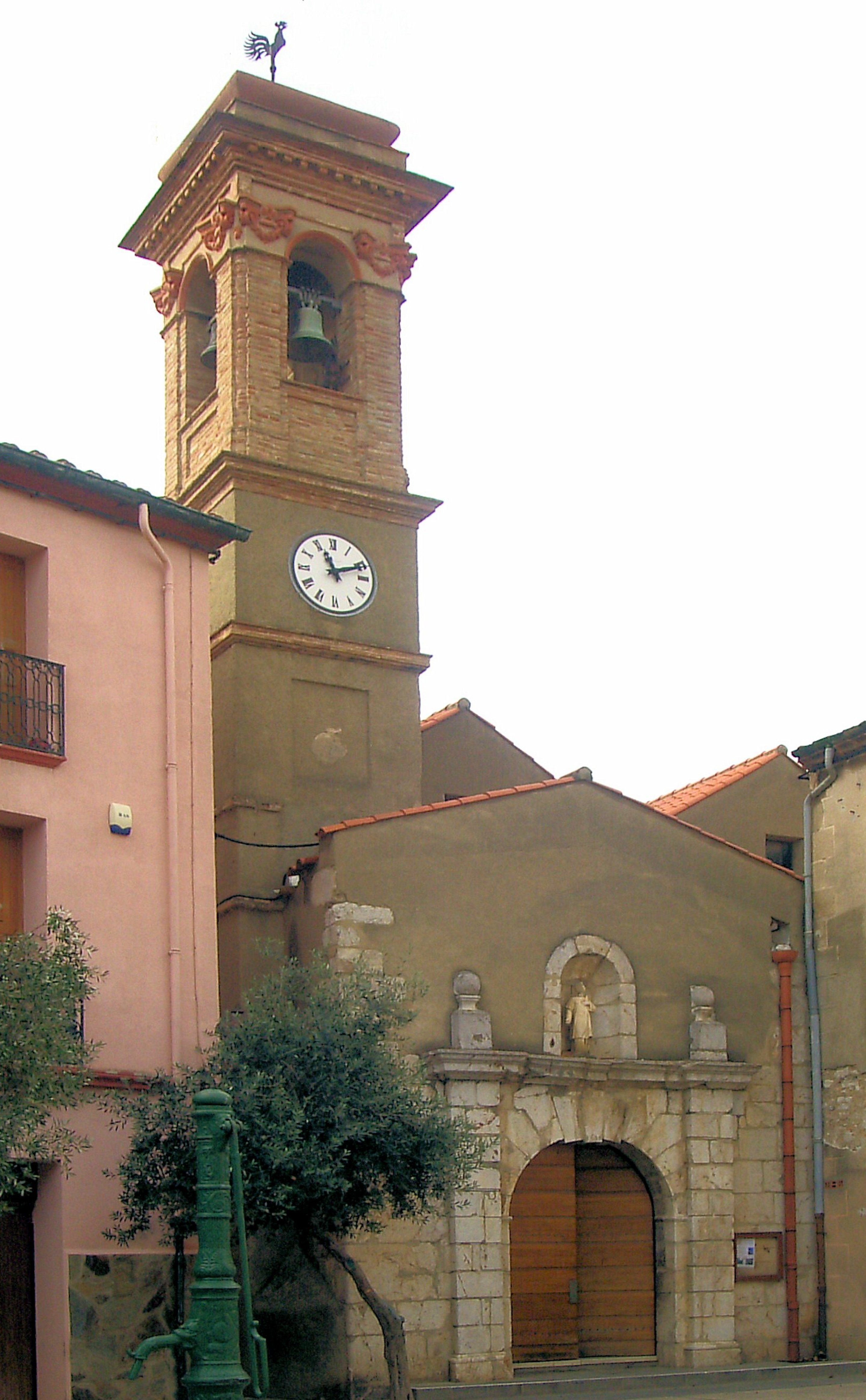
Kirche St. Stephanus
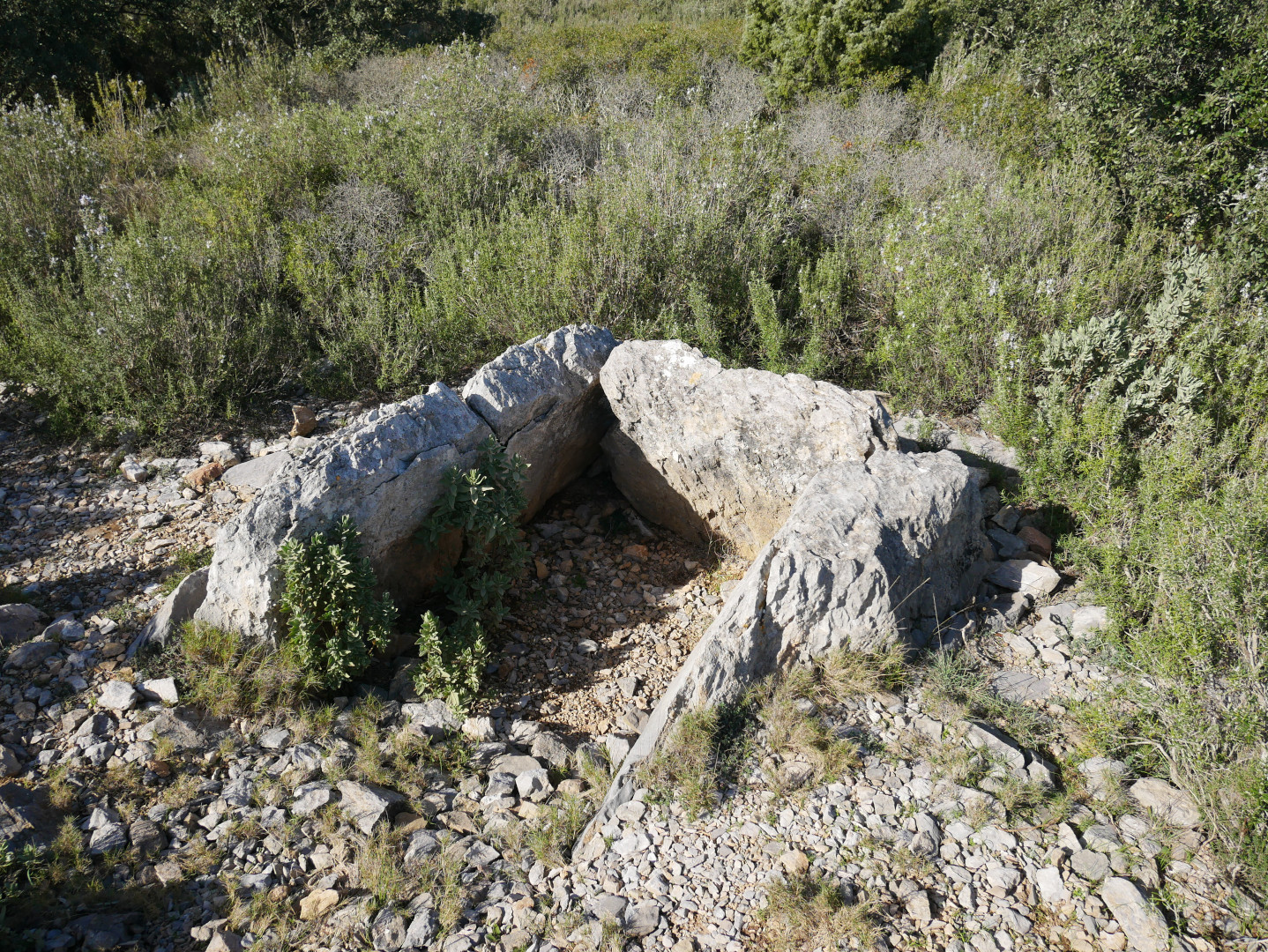
Dolmen de l'Oliveda d'en David